# Fußball-Europameisterschaft der Frauen 2022/Österreich
Dieser Artikel behandelt die österreichische Nationalmannschaft bei der Fußball-Europameisterschaft der Frauen 2022 in England. Österreich nahm zum zweiten Mal an der Endrunde teil und erreichte das Viertelfinale. In der FIFA-Weltrangliste verbesserte sich das Team damit um einen Platz auf den 20. Rang.

## Qualifikation
Österreich wurde für die Qualifikation in Gruppe G gelost. Als Gegner wurden zugelost Frankreich, Serbien, Kasachstan und Nordmazedonien, gegen das erstmals gespielt wurde. Die Österreicherinnen begannen die Qualifikation unter Dominik Thalhammer, der sie schon zur letzten EM und dort bis ins Halbfinale geführt hatte. Sie begannen die Qualifikation im Spätsommer/Herbst 2019 mit vier Siegen ohne Gegentor, mussten dann aber wegen der COVID-19-Pandemie für den April und Juni geplante Spiele verschieben. In der Pause kehrte Thalhammer zum LASK zurück, bei dem er Cheftrainer und Sportdirektor wurde. Ihm folgte mit seiner vorherigen Co-Trainerin Irene Fuhrmann erstmals eine Frau auf den Posten der Teamchefin. Im September 2020 konnte die Qualifikation dann mit einem 5:0 in Kasachstan fortgesetzt werden. Dann folgten gegen Frankreich ein torloses Heimremis, wodurch der zweite Platz sicher war, und eine 0:3-Auswärtsniederlage, wodurch der Gruppensieg nicht mehr möglich war. Mit einem 1:0-Sieg gegen Serbien am 1. Dezember wurde aber der zweite Platz in der Liste der Gruppenzweiten vorerst belegt. Bis zum 23. Februar 2021 mussten die Österreicherinnen aber auf die Ergebnisse der anderen Gruppen warten, dann stand nach einem 2:0-Sieg der Portugiesinnen gegen Schottland fest, dass die Portugiesinnen wegen der weniger geschossenen Tore die Österreicherinnen nicht mehr aus den Top 3 der Gruppenzweiten verdrängen konnten und Österreich direkt für die Endrunde qualifiziert ist. Im Februar bestritten die Österreicherinnen – auch im Hinblick auf evtl. im April notwendige Play-offs der Gruppenzweiten – zwei Spiele auf Malta, wobei sie beim 1:6 gegen Schweden die meisten Gegentore ihrer Länderspielgeschichte kassierten.
Insgesamt wurden von den beiden Trainern 24 Spielerinnen in den Qualifikationsspielen eingesetzt. Alle acht Spiele bestritten Nicole Billa, Barbara Dunst, Sarah Puntigam, Carina Wenninger, Sarah Zadrazil und Torhüterin Manuela Zinsberger, die nur im zweiten Spiel gegen Frankreich Tore kassierte. Je einmal fehlten Verena Aschauer und Virginia Kirchberger. Ihren ersten Einsatz im Nationalteam hatten Marie-Therese Höbinger (eingewechselt im zweiten Spiel gegen Nordmazedonien) und Lisa Kolb (eingewechselt im zweiten Spiel gegen Frankreich), dagegen kam Carina Wenninger im letzten Qualifikationsspiel zu ihrem 100. Länderspiel.
Beste Torschützinnen waren Nicole Billa mit sieben Toren, Julia Hickelsberger-Füller, die nur fünfmal eingesetzt wurde, mit ihren ersten fünf Toren und Barbara Dunst, die ihre ersten vier Tore in der Qualifikation erzielte. Insgesamt trafen sieben Österreicherinnen ins Tor – weniger Spielerinnen trafen bei keiner direkt qualifizierten Mannschaft.
| Pl. | Land           | Sp. | S | U | N | Tore    | Diff. | Punkte |
| --- | -------------- | --- | - | - | - | ------- | ----- | ------ |
| 1.  | Frankreich     | 8   | 7 | 1 | 0 | 044:000 | +44   | 22     |
| 2.  | Österreich     | 8   | 6 | 1 | 1 | 022:300 | +19   | 19     |
| 3.  | Serbien        | 8   | 4 | 0 | 4 | 021:120 | +9    | 12     |
| 4.  | Nordmazedonien | 8   | 2 | 0 | 6 | 008:390 | −31   | 06     |
| 5.  | Kasachstan     | 8   | 0 | 0 | 8 | 002:430 | −41   | 0      |

| Datum      | Spielort         | Gegner         | Ergebnis  | Torschützinnen für Österreich                                                                      |
| ---------- | ---------------- | -------------- | --------- | -------------------------------------------------------------------------------------------------- |
| 03.09.2019 | Maria Enzersdorf | Nordmazedonien | 3:0 (3:0) | Laura Feiersinger (25.), Julia Hickelsberger-Füller (43.), Barbara Dunst (45.+3)                   |
| 08.10.2019 | Niš              | Serbien        | 1:0 (1:0) | Nicole Billa (12.)                                                                                 |
| 08.11.2019 | Skopje           | Nordmazedonien | 3:0 (2:0) | Billa (34./Elfm.), Sarah Zadrazil (45.+2), Dunst (78.)                                             |
| 12.11.2019 | Maria Enzersdorf | Kasachstan     | 9:0 (4:0) | Hickelsberger-Füller (7., 19., 48., 90.+1), Billa (11.,57., 70.), Feiersinger (18.), Zadrazil (50. |
| 22.09.2020 | Schymkent        | Kasachstan     | 5:0 (1:0) | Dunst (13., 49.), Verena Aschauer (63.), Sarah Puntigam (67.); Billa (75./Elfm.)                   |
| 27.10.2020 | Wiener Neustadt  | Frankreich     | 0:0       | |
| 27.11.2020 | Guingamp         | Frankreich     | 0:3 (0:2) | |
| 01.12.2020 | Altach           | Serbien        | 1:0 (0:0) | Billa (79.)                                                                                        |

## Vorbereitung
Zwischen dem Ende der Qualifikation und dem Beginn der EM-Endrunde liegen diesmal aufgrund der Verschiebung der Endrunde aufgrund der COVID-19-Pandemie knapp 19 Monate. In diese Zeit fiel der Beginn der Qualifikation für die WM 2023, die nach der EM abgeschlossen wird.
Im Jahr der EM-Endrunde fanden bisher folgende Spiele statt:
| Datum         | Ergebnis | Gegner       | Austragungsort   | Anlass               | Österreichische Torschützinnen                                        |
| 20. Feb. 2022 | 6:1      | Rumänien     | Marbella (ESP)   | Freundschaftsspiel   | Billa (2), Dunst, Magerl, Naschenweng, Wienroither                    |
| 23. Feb. 2022 | 3:0      | Schweiz      | Marbella (ESP)   | Freundschaftsspiel   | Kolb, Feiersinger, Billa                                              |
| 8. Apr. 2022  | 3:1      | Nordirland   | Wiener Neustadt  | WM-Qualifikation     | Wenninger, Billa, Dunst                                               |
| 12. Apr. 2022 | 8:0      | Lettland     | Wiener Neustadt  | WM-Qualifikation     | Degen, Makas, Naschenweng, Plattner (2), Puntigam (2), Schiechtl      |
| 12. Juni 2022 | 1:2      | Dänemark     | Wiener Neustadt  | Freundschaftsspiel   | Zadrazil                                                              |
| 22. Juni 2022 | 4:0      | Montenegro 1 | Maria Enzersdorf | Freundschaftsspiel 2 | Katharina Schiechtl, Maria Plattner, Nicole Billa, Annabel Schasching |
| 26. Juni 2022 | 1:0      | Belgien      | Lier             | Freundschaftsspiel   | Maria Plattner                                                        |

Anmerkung: Kursiv gesetzte Mannschaft sind nicht für die EM qualifiziert.

## Kader
Am 24. Mai wurde ein Kader benannt, der die EM-Vorbereitung begann. Verzichtet wurde zunächst auf Sarah Puntigam, Maria Plattner, Jasmin Eder, Julia Hickelsberger-Füller, Isabella Kresche, Annabel Schasching und Julia Magerl, da deren Saison im Klubfußball noch nicht beendet war. Sie standen dann aber im Aufgebot für das Spiel gegen Montenegro. Der endgültige Kader wurde am 27. Juni bekannt gegeben. Heraus fielen die Torhüterinnen Mariella El Sherif, Andrea Gurtner, Vanessa Gritzner und Kristin Krammer (zuvor auf Abruf), die Abwehrspielerinnen Lainie Fuchs, Adina Hamidovic (beide zuvor auf Abruf), Sabrina Horvat, Julia Magerl, Sophie Maierhofer und Patricia Pfanner (alle drei zuvor auf Abruf), die Mittelfeldspielerinnen Livia Brunmair, Lara Felix (beide zuvor auf Abruf), Jennifer Klein und Lena Triendl sowie die Angreiferinnen Annelie Leitner, Viktoria Pinther (beide zuvor auf Abruf) und Katja Wienerroither.
Virginia Kirchberger und Annabel Schasching reisten zunächst als Backup mit nach England und wurden am 4. Juli 2022 nachnominiert, nach einem positiven COVID-19-Fall (Lisa Kolb) bzw. einer Verletzung von Maria Plattner vor dem Eröffnungsspiel.
| Nr.        | Spielerin                  | Verein                | Geburtsdatum       | Länder- spiele | Länder- spieltore | Letzter Einsatz | EM-Spiele, -Tore | EM 2022 | EM 2022 | EM 2022     | EM 2022         | EM 2022    | EM 2022 |
| Nr.        | Spielerin                  | Verein                | Geburtsdatum       | Länder- spiele | Länder- spieltore | Letzter Einsatz | EM-Spiele, -Tore | Sp.     | Tor     | Gelbe Karte | Gelb-Rote Karte | Rote Karte |         |
| Tor        | Tor                        | Tor                   | Tor                | Tor            | Tor               | Tor             | Tor              | Tor     | Tor     | Tor         | Tor             | Tor        |         |
| ---------- | -------------------------- | --------------------- | ------------------ | -------------- | ----------------- | --------------- | ---------------- | ------- | ------- | ----------- | --------------- | ---------- | ------- |
| 21         | Isabella Kresche           | SKN St. Pölten        | 28. November 1998  | 002            | 0                 | 22.06.2022      | –                |         |         |             |                 |            |         |
| 23         | Jasmin Pal                 | SC Sand 1             | 24. August 1996    | 002            | 0                 | 30.11.2021      | –                |         |         |             |                 |            |         |
| 01         | Manuela Zinsberger         | Arsenal Women FC      | 19. Oktober 1995   | 079            | 0                 | 26.06.2022      | 5                | 4       |         |             |                 |            |         |
| Abwehr     |                            |                       |                    |                |                   |                 |                  |         |         |             |                 |            |         |
| 04         | Celina Degen               | TSG 1899 Hoffenheim 1 | 16. Mai 2001       | 005            | 01                | 26.06.2022      | –                |         |         |             |                 |            |         |
| 02         | Marina Georgieva           | SC Sand               | 13. April 1997     | 013            | 0                 | 26.06.2022      | 0                | 4       |         |             |                 |            |         |
| 19         | Verena Hanshaw             | Eintracht Frankfurt   | 20. Jänner 1994    | 085            | 10                | 26.06.2022      | 4                | 4       |         | 1           |                 |            |         |
| 13         | Virginia Kirchberger       | Eintracht Frankfurt   | 25. Mai 1993       | 088            | 02                | 30.11.2021      | 5                |         |         |             |                 |            |         |
| 03         | Katharina Naschenweng      | TSG 1899 Hoffenheim   | 16. Dezember 1997  | 030            | 03                | 22.06.2022      | 0                | 3       | 1       | 1           |                 |            |         |
| 06         | Katharina Schiechtl        | SV Werder Bremen      | 27. Februar 1993   | 062            | 08                | 26.06.2022      | 5                | 1       | 1       |             |                 |            |         |
| 11         | Viktoria Schnaderbeck      | Tottenham Hotspur     | 4. Jänner 1991     | 080            | 02                | 12.06.2022      | 5                | 3       |         |             |                 |            |         |
| 07         | Carina Wenninger           | FC Bayern München 2   | 6. Februar 1991    | 116            | 06                | 22.06.2022      | 5                | 4       |         | 1           |                 |            |         |
| 12         | Laura Wienroither          | Arsenal Women FC      | 13. Jänner 1999    | 023            | 02                | 26.06.2022      | –                | 3       |         |             |                 |            |         |
| Mittelfeld |                            |                       |                    |                |                   |                 |                  |         |         |             |                 |            |         |
| 08         | Barbara Dunst              | Eintracht Frankfurt   | 25. September 1997 | 055            | 09                | 26.06.2022      | 0                | 4       |         | 1           |                 |            |         |
| 16         | Jasmin Eder                | SKN St. Pölten        | 8. Oktober 1992    | 055            | 01                | 22.06.2022      | 1                |         |         |             |                 |            |         |
| 10         | Laura Feiersinger          | Eintracht Frankfurt   | 5. April 1993      | 092            | 16                | 26.06.2022      | 5                | 4       |         |             |                 |            |         |
| 18         | Julia Hickelsberger-Füller | SKN St. Pölten 3      | 1. August 1999     | 017            | 05                | 26.06.2022      | –                | 4       |         | 1           |                 |            |         |
| 14         | Marie-Therese Höbinger     | FC Zürich Frauen      | 1. Juli 2001       | 019            | 05                | 26.06.2022      | –                | 3       |         |             |                 |            |         |
| 17         | Sarah Puntigam             | HSC Montpellier 1     | 13. Oktober 1992   | 120            | 18                | 26.06.2022      | 5                | 4       |         |             |                 |            |         |
| 05         | Annabel Schasching         | SK Sturm Graz         | 26. Juli 2002      | 003            | 01                | 22.06.2022      | –                |         |         |             |                 |            |         |
| 09         | Sarah Zadrazil             | FC Bayern München     | 19. Februar 1993   | 096            | 13                | 26.06.2022      | 4,1              | 4       |         |             |                 |            |         |
| Angriff    |                            |                       |                    |                |                   |                 |                  |         |         |             |                 |            |         |
| 15         | Nicole Billa               | TSG 1899 Hoffenheim   | 5. März 1996       | 079            | 43                | 26.06.2022      | 5                | 4       | 1       |             |                 |            |         |
| 22         | Stefanie Enzinger          | SKN St. Pölten        | 25. November 1990  | 030            | 06                | 26.06.2022      | 1,1              |         |         |             |                 |            |         |
| 20         | Lisa Makas                 | SKN St. Pölten        | 11. Mai 1992       | 071            | 19                | 26.06.2022      | 4,1              | 3       |         |             |                 |            |         |

Anmerkungen: Positionen gemäß Angaben des ÖFB, die UEFA ordnet die Spielerinnen teilweise anders zu.
1. ↑  Nummern bei der Endrunde
2. ↑  Stand: Juni 2022
3. 1 2  Stand: 26. Juni 2022
4. ↑  Alle 2017 (0 = EM-Teilnehmer ohne Einsatz)

Stand: 26. Juni 2022 (nach dem Spiel gegen Belgien)

## Endrunde
Bei der Auslosung am 28. Oktober 2021 wurde Österreich in die Gruppe mit Gastgeber England, Norwegen sowie Nordirland gelost und bestritt das Eröffnungsspiel gegen die Engländerinnen. England und Österreich sind die einzigen Mannschaften, die die drei Gruppenspiele in drei verschiedenen Stadien bestreiten werden. Nordirland und England sind auch Gegner in der aktuell laufenden Qualifikation für die WM 2023. Das erste Spiel gegen die Nordirinnen zwei Tage vor der EM-Auslosung – das erste überhaupt zwischen den beiden Mannschaften – endete in Belfast 2:2, das Rückspiel fand im April 2022 statt, das Hinspiel gegen England in Sunderland im November 2021 und das Rückspiel nach der EM-Endrunde. In bisher sechs offiziellen Spielen – davon vier WM-Qualifikationsspiele – gegen England haben die Österreicherinnen immer verloren. Gegen Norwegen wurde in fünf Spielen nur ein Punkt gewonnen und nun im letzten Gruppenspiel erstmals gewonnen.
Im Viertelfinale trafen die Österreicherinnen erstmals in einem Pflichtspiel auf Deutschland, gegen das in bis dahin zwei Freundschaftsspielen immer verloren wurde.

### Gruppenspiele
| Pl. | Land       | Sp. | S | U | N | Tore    | Diff. | Punkte |
| --- | ---------- | --- | - | - | - | ------- | ----- | ------ |
| 1.  | England    | 3   | 3 | 0 | 0 | 013:000 | +13   | 09     |
| 2.  | Österreich | 3   | 2 | 0 | 1 | 003:100 | +2    | 06     |
| 3.  | Norwegen   | 3   | 1 | 0 | 2 | 004:100 | −6    | 03     |
| 4.  | Nordirland | 3   | 0 | 0 | 3 | 001:110 | −10   | 0      |

|                                                                 |   |            |           |
| 6. Juli 2022 in Manchester (Old Trafford)                       |   |            |           |
| England                                                         | – | Österreich | 1:0 (0:0) |
| 11. Juli 2022 in Southampton (St. Mary’s Stadium)               |   |            |           |
| Österreich                                                      | – | Nordirland | 2:0 (1:0) |
| 15. Juli 2022 in Brighton and Hove (Brighton Community Stadium) |   |            |           |
| Österreich                                                      | – | Norwegen   | 1:0 (1:0) |

### K.-o.-Runde

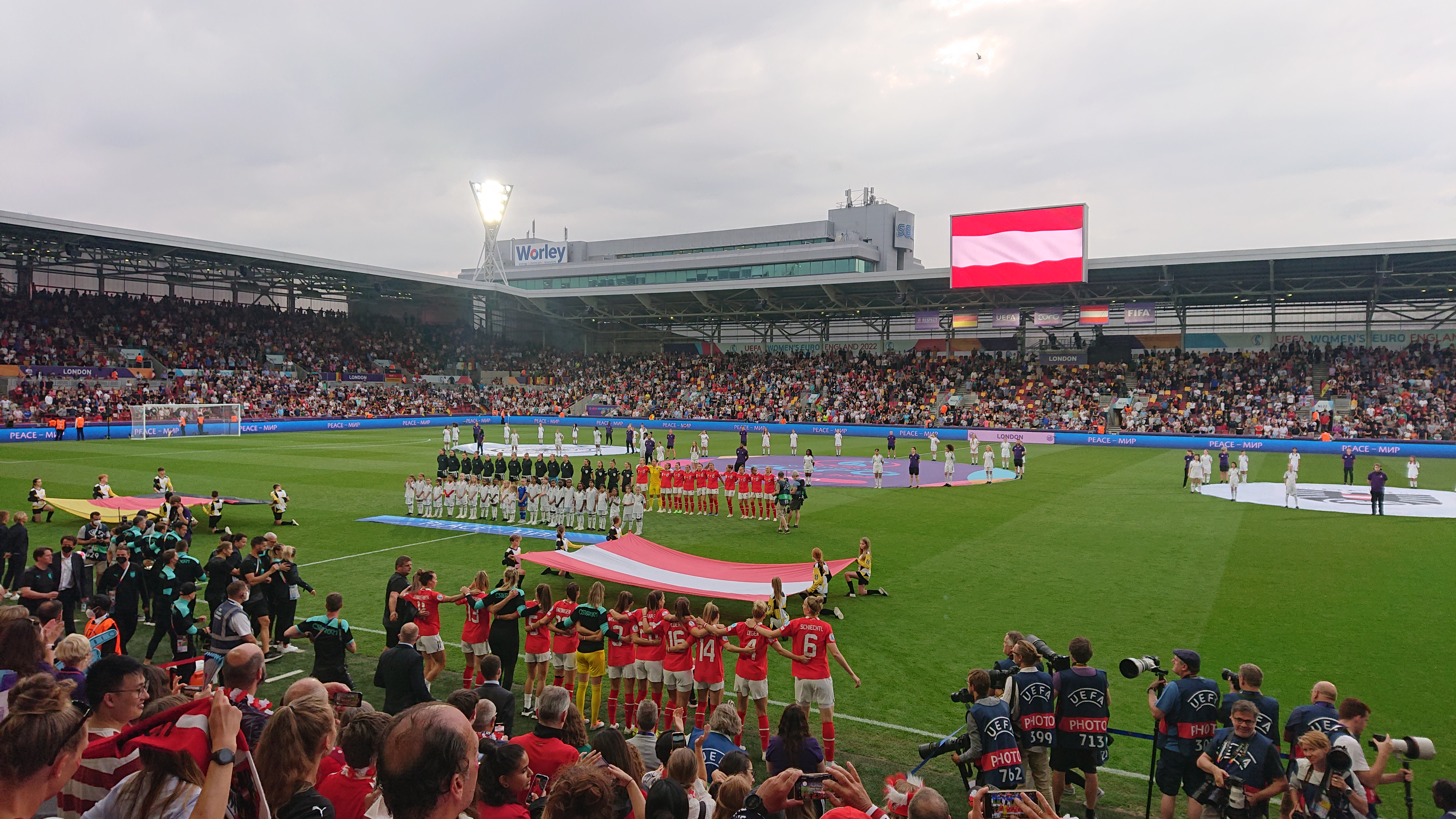
Aufstellung vor dem Viertelfinalspiel in Brentford, London

|                                                                                         |   |            |           |
| Do., 21. Juli 2022 um 20:00 Uhr (21:00 MESZ) in Brentford (Brentford Community Stadium) |   |            |           |
| Deutschland                                                                             | – | Österreich | 2:0 (1:0) |